# Et vous, tu m'aimes ?
Et vous, tu m'aimes ? est le premier album studio du groupe français Brigitte sorti en 2011.

## Liste des titres
| 1.    | Battez-vous                     | 4:04 |
| 2.    | Cœur de chewing gum             | 2:45 |
| 3.    | Big Bang (Au pays des Candides) | 3:09 |
| 4.    | Monsieur je t'aime              | 2:29 |
| 5.    | La Vengeance d'une louve        | 3:21 |
| 6.    | English Song                    | 2:44 |
| 7.    | Je veux un enfant               | 2:21 |
| 8.    | Ma Benz                         | 4:19 |
| 9.    | Oh la la                        | 2:59 |
| 10.   | Tumbleweed                      | 0:13 |
| 11.   | Après minuit                    | 2:57 |
| 12.   | Quel beau dimanche              | 2:44 |
| 13.   | Et Claude François              | 2:20 |
| 14.   | Hippocampe                      | 0:26 |
| 15.   | Jesus Sex Symbol (2:00 vides)   | 7:44 |
| 16.   | Encore un verre (cachée)        | 2:28 |
| 47:30 |                                 |      |

### Réédition
| No  | Titre                            | Durée |
| --- | -------------------------------- | ----- |
| 1.  | Battez-vous                      | 4:04  |
| 2.  | Cœur de chewing gum              | 2:45  |
| 3.  | Big Bang (Au pays des Candides)  | 3:09  |
| 4.  | Monsieur je t'aime               | 2:29  |
| 5.  | La Vengeance d'une louve         | 3:21  |
| 6.  | English Song                     | 2:44  |
| 7.  | Je veux un enfant                | 2:21  |
| 8.  | Ma Benz                          | 4:19  |
| 9.  | Oh La La                         | 2:59  |
| 10. | Tumbleweed                       | 0:13  |
| 11. | Après Minuit                     | 2:57  |
| 12. | Quel beau dimanche               | 2:44  |
| 13. | Et Claude François               | 2:20  |
| 14. | Hippocampe                       | 0:26  |
| 15. | Jesus Sex Symbol                 | 5:45  |
| 16. | Ne me lâche pas                  | 3:16  |
| 17. | Battez-vous (Remix (2:00 vides)) | 5:07  |
| 18. | Encore un verre (cachée)         | 2:27  |

## Crédits
Crédits adaptés depuis Discogs.

### Crédits artistiques
- Chants : Sylvie Hoarau et Aurélie Saada
- Chœurs : Dominique Blanc-Francard (piste 15), Gregory Maume (pistes 1, 5, 8, 11 et 15), Julien Guy (pistes 1, 5 et 8), Pierre Juarez (piste 14), Valentin Durup (piste 14), Vincent Martinez (pistes 11 et 15)
- Basse : Aleksander Angelov (pistes 2–3, 6–7, 11–13 et 15), Benoit Julliard (pistes 1, 5 et 8), Yann Gorodetsky (piste 9)
- Batterie : Gregory Maume (pistes 1–3, 5–6, 8, 11 et 15), Vincent Polycarpe (piste 9)
- Guitare électrique : Jan Pham Huu Tri (pistes 3, 6, 11–12 et 15), Sylvie Hoarau (piste 2)
- Guitare : Aurélie Saada (piste 12), Julien Guy (pistes 1, 5 et 8), Mathieu Parnaud (piste 9), Vincent Martinez (pistes 2–3 et 6 –7)
- Harpe : Aurélie Saada (piste 4), Vincent Martinez (piste 4)
- Idiophone : Marlon B (piste 2)
- Kalimba : Aurélie Saada (piste 2)
- Clavier : Albin de la Simone (pistes 3, 7, 10–11 et 15), Brigitte (pistes 1, 5 et 8), Xavier Polycarpe (piste 9)
- Percussion : Gregory Maume (pistes 6, 9 et 12), Marlon B (pistes 2 et 15)
- Piano : Aurélie Saada (piste 2), Camille Bazbaz (piste 16)
- Guitare Steel : Dominique Blanc-Francard (piste 12)

### Crédits techniques
- Mastering : Chab
- Mixage : Frédéric Duquesne (piste : 1 et 5), Marlon B (pistes : 2 à 4, 6 à 16)
- Enregistré par : Brigitte (piste 14), Bénédicte Schmitt (pistes : 2, 3, 4, 6, 7, 10, 11, 12, 13 et 15), Frédéric Duquesne (pistes : 1, 5 et 8), Marlon B (pistes : 9 et 16)

## Classements
| Pays                    | Position |
| ----------------------- | -------- |
| Belgique (Fr)           | 4e       |
| France (Téléchargement) | 8e       |
| France                  | 11e      |
| Suisse                  | 64e      |